# Leprozenhuis (Amsterdam)

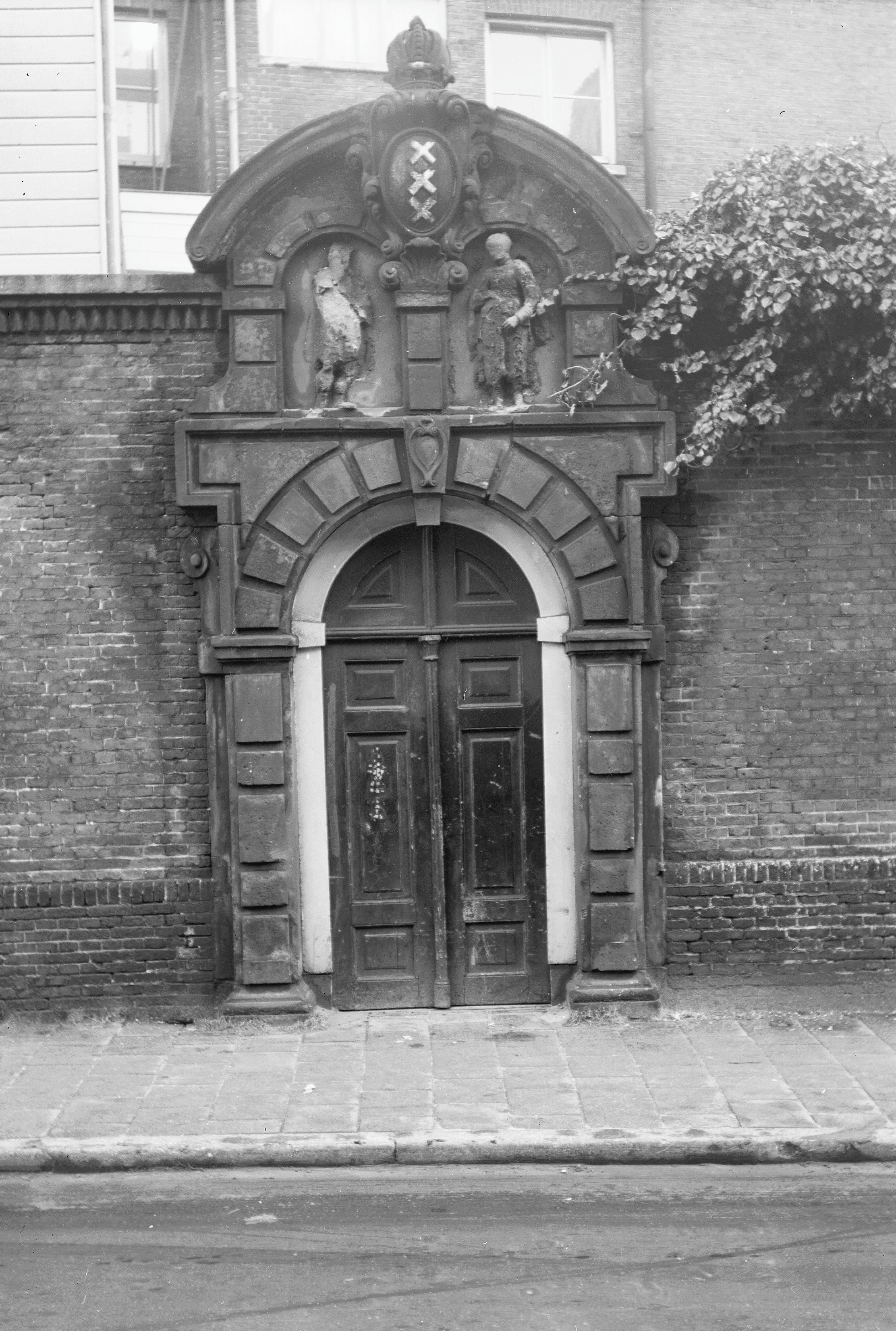
Het Lazaruspoortje dat ooit toegang gaf tot het Leprozenhuis (foto uit 1965)

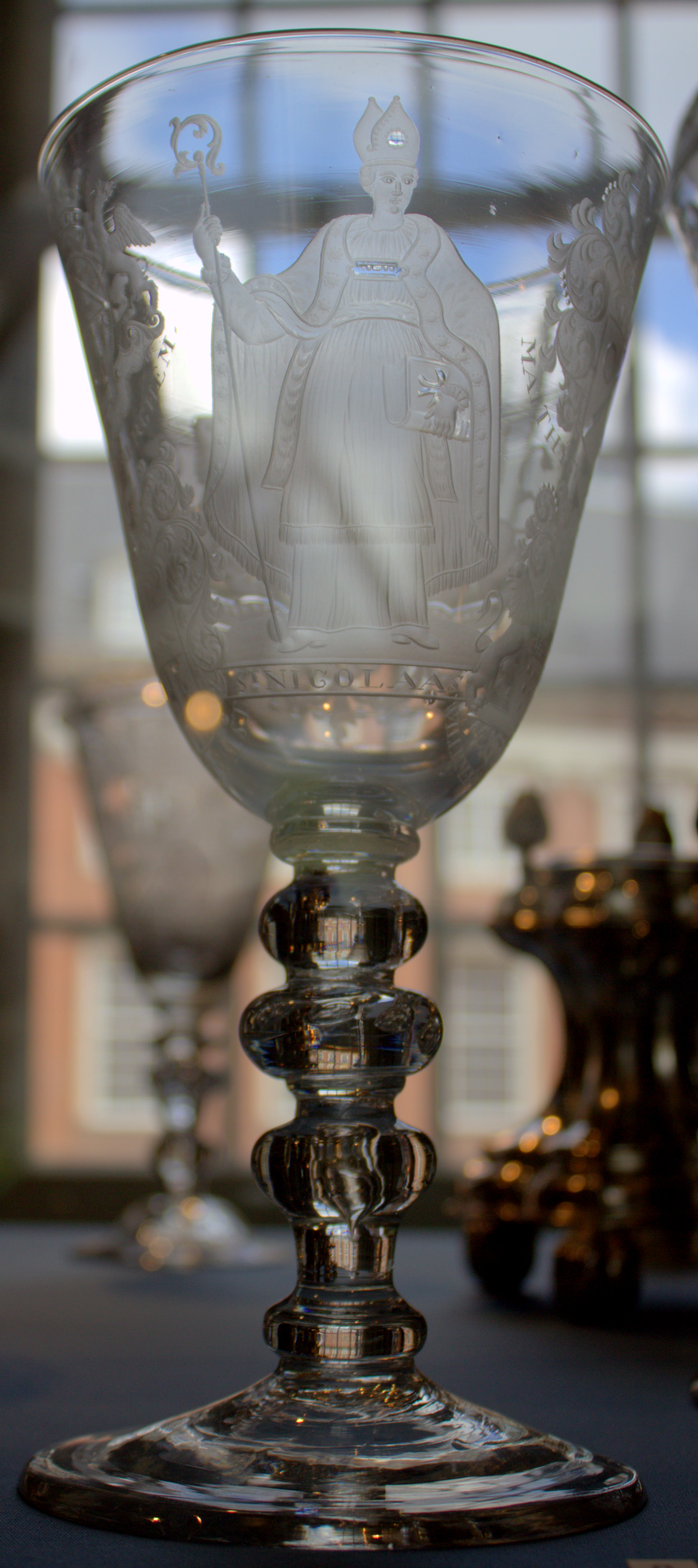
Kelkglas gemaakt voor de regenten van het Leprozenhuis, 18e eeuw

Het Leprozenhuis, ook Lazarushuis, Sint Antoniegasthuis (Sint Anthonisgasthuis, Sint Anthoniusgasthuis) of Sint Nicolaasgasthuis genoemd, was een leprozerie, gasthuis en proveniershuis in Amsterdam, op de hoek van de Lazarussteeg en Jodenbreestraat, waar nu het verkeersplein Mr. Visserplein ligt.
De Leprozenburgwal (Leprozengracht), bij demping hernoemd naar Waterlooplein, was vernoemd naar het Leprozenhuis. De naam van de Lazarussteeg waaraan het huis stond was een verwijzing naar de Bijbelse Lazarus, beschermheilige van de lepralijders.
Het Leprozenhuis werd afgebeeld door onder meer Simon Fokke, Johannes Jelgerhuis, Adolf van der Laan, Jacob Ochterveld en Willem Writs. Onder andere Ferdinand Bol, Arnold Boonen, Jan Adam Kruseman, Frans van der Mijn, Jan Maurits Quinkhard, Werner van den Valckert en Reinier Vinkeles schilderden regentenstukken voor de bestuurskamer van het Leprozenhuis. Voorbeelden daarvan zijn 'Drie regentessen en de binnenmoeder van het Leprozenhuis te Amsterdam' (Van den Valckert, 1624) en 'Drie regentessen van het Leprozenhuis te Amsterdam' (Bol, 1668). Gerard de Lairesse maakte plafondschilderingen.

## Geschiedenis
Het Leprozenhuis bestond vanaf begin 15e eeuw, mogelijk eerder. Het stond oorspronkelijk buiten de stadsmuren, aan de zeedijk (Sint Antoniesdijk) voorbij de Sint Antoniespoort (nu Waag). Het had iets weg van een kasteel, met een gracht, ophaalbrug en ringmuur. Binnen de muren was een binnenplaats met een tuin.
Tot ongeveer 1490 diende het als proveniershuis, daarna werd het in gebruik genomen als leprozerie om leprozen (melaatsen, lepralijders) van de bevolking af te zonderen. De oorspronkelijke leprozerie van Amsterdam, het Sint Jorishof aan de Kalverstraat, was namelijk na de stadsuitbreiding van 1480 binnen de stadsmuren komen te liggen, waarna de leprozen naar het Leprozenhuis verhuisd werden.
Alle inwoners van de stad die door lepra waren getroffen werden gedwongen om in het Leprozenhuis te gaan wonen. Leprozen van buiten de stad mochten de stad niet in om te bedelen, behalve op maandagvoormiddag. Wel mochten ze een of twee nachten in het Leprozenhuis overnachten, zolang ze een geldige "vuilbrief" (bewijs van ziekte) hadden. Het Leprozenhuis mocht geen leprozen binnenlaten met vuilbrieven ouder dan vier jaar, omdat er veel mee gesjoemeld werd door niet-lepralijders die zich ermee konden voordoen als leprozen en zo bedelend door het land trokken.
Door stadsuitbreiding kwam het Leprozenhuis in 1593 binnen de veste te liggen. Verplaatsen was duur, dus werden er muren omheen gebouwd om het van de rest van de stad af te zonderen. In 1609 was het aantal leprozen in Amsterdam echter zo ver gedaald dat besloten werd om de muren weer af te breken. Hierna werd het gebouw voornamelijk als proveniershuis gebruikt, en als tehuis voor "onnozelen" (waarmee mensen met een verstandelijke handicap bedoeld werden) en "krankzinnigen" (psychiatrische patiënten). In de jaren 1660 woonden er voornamelijk proveniers, onnozelen en krankzinnigen in zes of zeven dolhuisjes. Om deze laatste groep stond het Leprozenhuis vooral bekend. Zo was er een Amsterdamse uitdrukking "Hij moet in ‘t Lazerushuis" voor iemand die zich belachelijk gedroeg. In 1675 waren er nog 36 lepralijders, 14 proveniers, 8 "simpelen" en 11 personeelsleden.
Rond 1654 kochten de Oudezijds huiszittenmeesters een perceel aan de Leprozenburgwal (sinds de demping Waterlooplein genoemd), in de tuin van het Leprozenhuis. Op dit perceel werd het Oudezijds Huiszittenhuis gebouwd.
Begin 19e eeuw werden geen nieuwe "onnozelen" meer toegelaten en werd het Leprozenhuis exclusief een proveniershuis. In 1860 besloot de stad om het Leprozenhuis te sluiten omdat zij niet meer financieel verantwoordelijk wilde zijn voor het onderhoud van proveniers. Twee van de overgebleven proveniers weigerden echter te vertrekken, waardoor het tot 1866 duurde voordat het Leprozenhuis werkelijk zijn deuren sloot. Het gebouw werd in 1867 afgebroken en op het vrijgekomen terrein werden een politiebureau en een fysiologisch laboratorium gevestigd. De Lazarussteeg, waar voordien het Leprozenhuis stond, verdween in de jaren 1960 bij de aanleg van het verkeersplein Mr. Visserplein.

## Bestuur
Het Leprozenhuis was een liefdadigheidsinstelling met aan het hoofd een raad van bestuur bestaande uit vier mannelijke regenten en drie regentessen, die werden aangesteld door de burgemeesters van de stad. De regenten waren verantwoordelijk voor de financiën en de regentessen voerden het huishoudelijk beheer. Ze kwamen eens per week samen om te vergaderen, later eens in de twee weken. Elke vier maanden werd een andere voorzitter gekozen.
Het personeel bestond uit een binnenvader, twee binnenmoeders, een portier, een assistent en een boekhouder. De binnenmoeders waren ieder verantwoordelijk voor een van de twee afdelingen: een afdelingen voor huishoudelijke zaken en een medische afdeling.
Het Leprozenhuis had een reeks inkomstenbronnen. Het verdiende goed aan de inkoopsommen van proveniers. Daarnaast gaf graaf Willem VI van Holland in 1415 het Leprozenhuis het recht om de visserij in het Ziekewater (bij Ypesloot, een gehucht tussen Amsterdam en Weesp), te verpachten. Na de Alteratie kreeg het in 1579 ook een voormalig klooster, het St. Maria Magdalenaconvent aan het Grimmenes (bij de Grimburgwal), inclusief alle gebouwen en land dat het klooster in bezit had.
Door de inkoopsommen van proveniers en de aanwinst van het klooster was de kas zo rijk gevuld dat de stad in de periode 1599-1623 het bestuur herhaaldelijk dwong om andere, minder goed bedeelde, instellingen financieel bij te staan, zoals de Aalmoezeniersarmen. Daarnaast gaf de stad in 1670 het Leprozenhuis en andere instellingen een stuk grond, het Noordsche Bos (nu Weteringbuurt), waarop iedere instelling 70 huisjes moest bouwen. De huisjes van het Leprozenhuis waren gemarkeerd met een L. Hiervan zijn de "wevershuisjes" van Philips Vingboons langs de Vijzelgracht nog overgebleven.

## Koppertjesmaandag

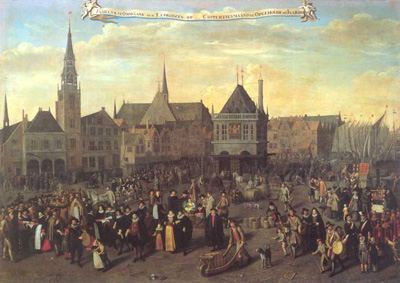
Adriaen van Nieulandt: Jaarlijkse omgang der leprozen op koppertjesmaandag in Amsterdam, 1633

Eens per jaar, op de eerste maandag na Driekoningen (6 januari), mochten de leprozen het Leprozenhuis verlaten om in de stad geld op te halen. Deze Koppertjes- of Koppermaandag werd gevierd als een feestdag in Amsterdam. De jaarlijkse leprozenrondgang vond plaats tot en met 1604, toen die verboden werd door het stadsbestuur.
In 1633 schilderde Adriaen van Nieulandt in opdracht van de regenten van het Leprozenhuis de laatste processie in 1604. Dit schilderij hangt nu in de Schuttersgalerij van het Amsterdam Museum. Op het schilderij trekken de zieken, sommigen lopend, anderen zittend in door paarden getrokken sleden, in een lange stoet over de Dam. De collecteschalen worden gedragen door niet-lepralijders.

## Leprozenpoort
De 17e-eeuwse Leprozenpoort, ingangspoort van het gebouw, werd opgeslagen en in de jaren 1970 geplaatst aan de straat Sint Antoniesluis (huisnummers 21-24), gelijktijdig met de restauratie van Huis De Pinto.
De poort komt uit de werkplaats van Hendrick de Keyser en is mogelijk van de hand van zijn Engelse zwager Nicholas Stone. In het hoge fronton van de poort, afgesloten door het wapen van Amsterdam met de keizerskroon, staan twee nissen met in elke nis een reliëf, een melaatse man en vrouw. Het zijn replica's van de zwaar beschadigde originelen.